# Bomullsråttor
Bomullsråttor (Sigmodon) är ett släkte i familjen Cricetidae som i sin tur tillhör ordningen gnagare. De fick sitt namn på grund av att de bygger sina bon av bomull. Bomullsodlare betraktar dessa råttor som skadedjur. Det vetenskapliga namnet betyder "s-formad tand" och syftar på formen av deras molarer. Födan består huvudsakligen av växter som kompletteras med animaliska ämnen. Liksom andra släkten i underfamiljen Sigmodontinae förekommer bomullsråttor i Amerika.

## Utseende
Arterna når en kroppslängd (huvud och bål) av 12,5 till 20 cm, en svanslängd av 7,5 till 14 cm och en vikt av 70 till 211 g. Pälsen på ovansidan har oftast en gråbrun till svartbrun färg och undersidan är täckt av ljusgrå till ljusbrun päls. Hos de flesta släktmedlemmar har svansen en svartaktig ovansida och en ljusare undersida. Bomullsråttor har allmänt en borstig päls.

## Utbredning och habitat
Dessa gnagare förekommer från södra USA över Centralamerika till Peru och andra delar av norra Sydamerika. De vistas främst i gräsmarker med några buskar samt på jordbruksmark.

## Ekologi
När bomull saknas byggs boet av gräs och andra växtdelar. Ibland används övergivna underjordiska bon av andra djur som gömställe. Bomullsråttor kompletterar födan med insekter och andra smådjur. Vid vattenansamlingar plockar de ofta kräftdjur. Arterna kan vara aktiva på dagen och på natten. De håller ingen vinterdvala.
I norra delen av utbredningsområdet sker fortplantningen under årets varma tider och i tropiska eller subtropiska områden kan honor para sig hela året. Dräktigheten varar cirka 27 dagar och sedan föds upp till 12 ungar, vanligen 5 till 7. Ungarna föds blinda men de öppnar sina ögon vid slutet av första dagen. Vissa ungar diar sin mor bara fem dagar och de flesta honor slutar efter sju dagar med digivningen. Efter 40 till 60 dagar blir ungarna könsmogna. De flesta individer lever bara 6 månader. Enskilda exemplar i fångenskap blev lite äldre än 5 år.
Bomullsråttor jagas främst av medelstora rovdjur som mårddjur av släktet Mustela samt av rovfåglar.

## Systematik
Till släktet bomullsråttor räknas 2 undersläkten med tillsammans 14 arter.
- undersläkte Sigmodon
  - Sigmodon alleni
  - Sigmodon arizonae
  - Sigmodon hirsutus
  - Sigmodon hispidus
  - Sigmodon leucotis
  - Sigmodon mascotensis
  - Sigmodon ochrognathus
  - Sigmodon planifrons
  - Sigmodon toltecus
  - Sigmodon zanjonensis
  - Sigmodon fulviventer
  - Sigmodon inopinatus
  - Sigmodon leucotis
  - Sigmodon peruanus
- undersläkte Sigmomys
  - Sigmodon alstoni